# マルチビッツ
株式会社マルチビッツは、全国に1,300名（2020年7月現在）を越える独自カメラマンネットワークを持ち、スチール撮影を中心にパノラマ撮影、動画撮影のほか、画像切り抜き、加工、トレース加工等の制作支援サービスを提供していた日本の企業。

## 概要
本社は東京都渋谷区、運営オフィスは東京都品川区に所在。現在の代表取締役社長は篠原淳。創業は株式会社イマジカデジタルスケープファウンダー／株式会社イマジカ・ライヴ　代表取締役社長である藤川幸廣。
1996年に株式会社ミスミ（現・株式会社ミスミグループ本社）の多角化系事業として創業。
クリエイター向けの商材に特化したカタログ通販というビジネスモデルが特徴であり、日本国内でのDTP市場の拡大に合わせて事業を急拡大させた。
デザイナー向けの品揃えで特色を出しており、そのひとつに国内最大級のロイヤリティフリーのストックフォト販売のサービスを提供していた。また、流通が限られていた時代からAppleのハードやアドビシステムズのソフトウェアを積極的に取り扱った。
その後、2006年4月に分社化し株式会社マルチビッツとなる。同年10月、クリエイター向け市場での更なる事業拡大を目指すためデジタルスケープの連結子会社となる。
デジタル素材・デザイン関連商材の総合通販サイトDesigner's Garageを運営していたが、2010年4月に物販部門を加賀電子株式会社に事業譲渡。2009年7月には親会社デジタルスケープの株式交換により、イマジカ・ロボット ホールディングス（現・IMAGICA GROUP）の完全子会社となり、株式会社イマジカデジタルスケープへ商号を変更。
2010年10月に電子書籍、iPhone、iPad、Androidのアプリ制作事業に参入。
2012年4月1日、親会社のイマジカデジタルスケープに吸収合併し解散。
2015年に動画撮影・制作サービスを開始、その後プロによる画像レタッチ、CMS入力などの制作支援サービスを展開。
2020年にはTwitter・Weiboで公式アカウントの開設・運用を開始。
2023年4月、会社分割により撮影ソリューションサービス事業がIMAGICA GEEQへ再編。
2024年3月15日、イマジカデジタルスケープがボーンデジタルの完全子会社となり、商号を「株式会社デジタルスケープ」に変更。